# André Abadie (rugby à XV, 1934-2020)
Pour les articles homonymes, voir André Abadie et Abadie.
Pas d'image ? Cliquez ici

a Compétitions nationales et continentales officielles uniquement.

b Matchs officiels uniquement.
André Abadie, né le 27 juillet 1934 à Toulouse et mort le 6 janvier 2020 à Villefranche-de-Lauragais, est un joueur français de rugby à XV qui a joué avec l'équipe de France de 1965 à 1968, évoluant au poste de pilier gauche.

## Biographie
André Abadie sert dans la Légion étrangère pendant la guerre d'Algérie. Il est le père de Paul Abadie.

### Carrière en club
André Abadie joue d'abord au football à l'AS Longages lorsque des amis le convainquent de passer un essai au club de rugby voisin du SC Rieumes où il impressionne l'entraîneur Gaulène.
Il s'engage ensuite au SC Graulhet, avec qui il atteint à deux reprises les demi-finales du championnat de France, battu respectivement par l'US Dax 11-5 en 1966 puis par l'US Montauban 9-6 en 1967.
Il achève sa carrière au SC Albi.

### Carrière en sélection
Il dispute son premier test match le 28 novembre 1965 contre l'équipe de Roumanie, et son dernier test match est contre l'équipe d'Irlande le 27 janvier 1968. En 1967, il effectue une tournée avec l'équipe de France en Afrique du Sud (3 matchs disputés).

### Entraîneur
Le président du TOEC, Georges Aybram, lui confie les rênes de son club lors de la saison 1971-1972. Son effectif est notamment composé du prometteur Jean-Pierre Rives, futur international tricolore.
André Abadie est ensuite entraîneur du Stade toulousain entre 1973 et 1974, en compagnie de Jean Gajean.

## Palmarès
En sélection
- Grand Chelem en 1968

Avec le SC Graulhet
- Championnat de France de première division :
  - Demi-finaliste (2) : 1966 et 1967
- Challenge Yves du Manoir :
  - Finaliste (1) : 1976
- Challenge de l'espérance :
  - Vainqueur (4) : 1957, 1961, 1965 et 1966

## Statistiques en équipe nationale
- Sélections en équipe nationale : 7
- Sélections par année : 1 en 1965, 4 en 1967, 2 en 1968
- Tournois des Cinq Nations disputés : 1968